# Асклепиодор (сын Эвника)
Асклепиодор (др.-греч. Ἀσκληπιόδωρος) — македонский военачальник, сатрап Сирии в IV веке до н. э.

## Биография
В 331 году до н. э. Асклепиодор, сын Эвника, привёл отряд конных фракийцев к Александру Македонскому в Мемфис.
В конце того же года Асклепиодор был назначен македонским сатрапом Сирии. Остаётся неизвестным, получил ли он в управление Верхнюю Сирию в качестве преемника некоего Ариммы, по словам Арриана, не оправдавшего ожидания царя, или стал наместником Келесирии, сменив на этом посту Менона. По мнению Дройзена И., речь здесь идёт об одном и том же лице. При этом, по замечанию немецкого учёного, к Асклепиодору также перешли и земли убитого самаритянами Андромаха как владыки «страны Иордана». На сложность однозначной идентификации обратил внимание Чериковер В.
Д. Фуллер отмечал, что города Финикии были независимы от контроля Асклепиодора. Как посчитал Клейменов А. А., важной функцией сатрапов Сирии была заготовка всего необходимого для продвижения македонской армии в глубь Персии. При этом, по замечанию Елисеева М. Б., Александр за редкими исключениями не терпел безответственности.
Однако уже в 329 году до н. э. Асклепиодор возглавил несколько тысяч воинов, прибывших в Бактрию. В Сирии, его, возможно, заменил Менес. По наблюдению Шофмана А. С., положение в стране характеризует всю непростоту положения македонской администрации на покоренных территориях. Александр назначал на высокие посты преданных ему македонян, которые, однако, часто сменялись, что не создавало крепких традиций в управлении. По замечанию Олмстеда А., «Александр медленно прощупывал свой путь к более эффективной организации своей империи»
Весной 327 года до н. э. сын Асклепиодора Антипатр принял участие в неудавшемся «заговоре пажей» и после его раскрытия был казнён вместе с другими знатными юношами. Сложно сказать, имело ли это последствия непосредственно для самого Асклепиодора.